# Arnold Hermann Lossow
Pour les articles homonymes, voir Lossow.
Arnold Hermann Lossow (24 octobre 1805 à Brême-3 février 1874 à Munich) est un sculpteur allemand.